# Martha Hachmann-Zipser

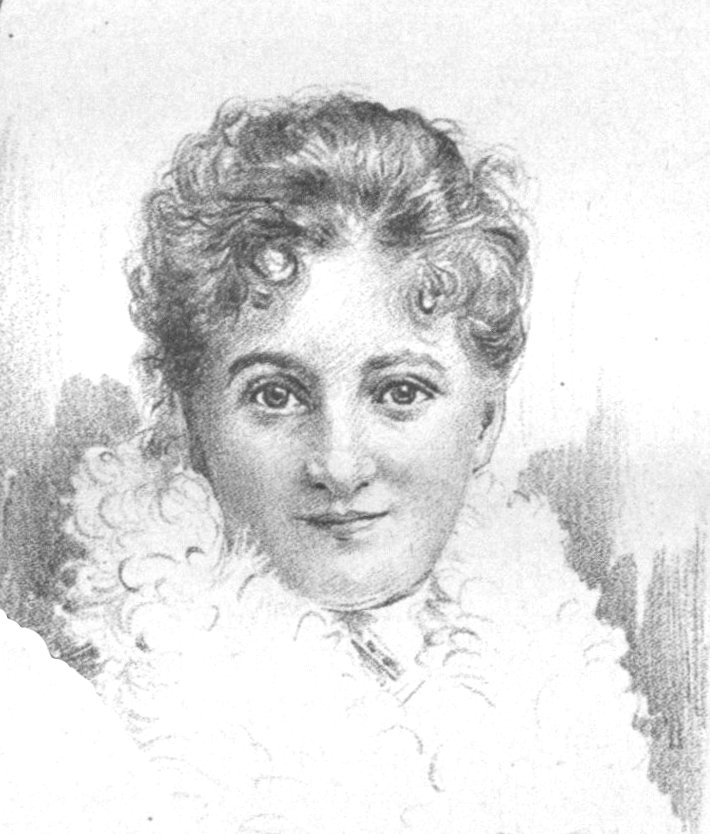
Martha Hachmann-Zipser, 1901

Martha Hachmann-Zipser, geborene Martha Zipser, (11. Dezember 1864 in Schmiedeberg, Schlesien; † 30. Dezember 1940 in Hamburg) war eine deutsche Schauspielerin.

## Leben

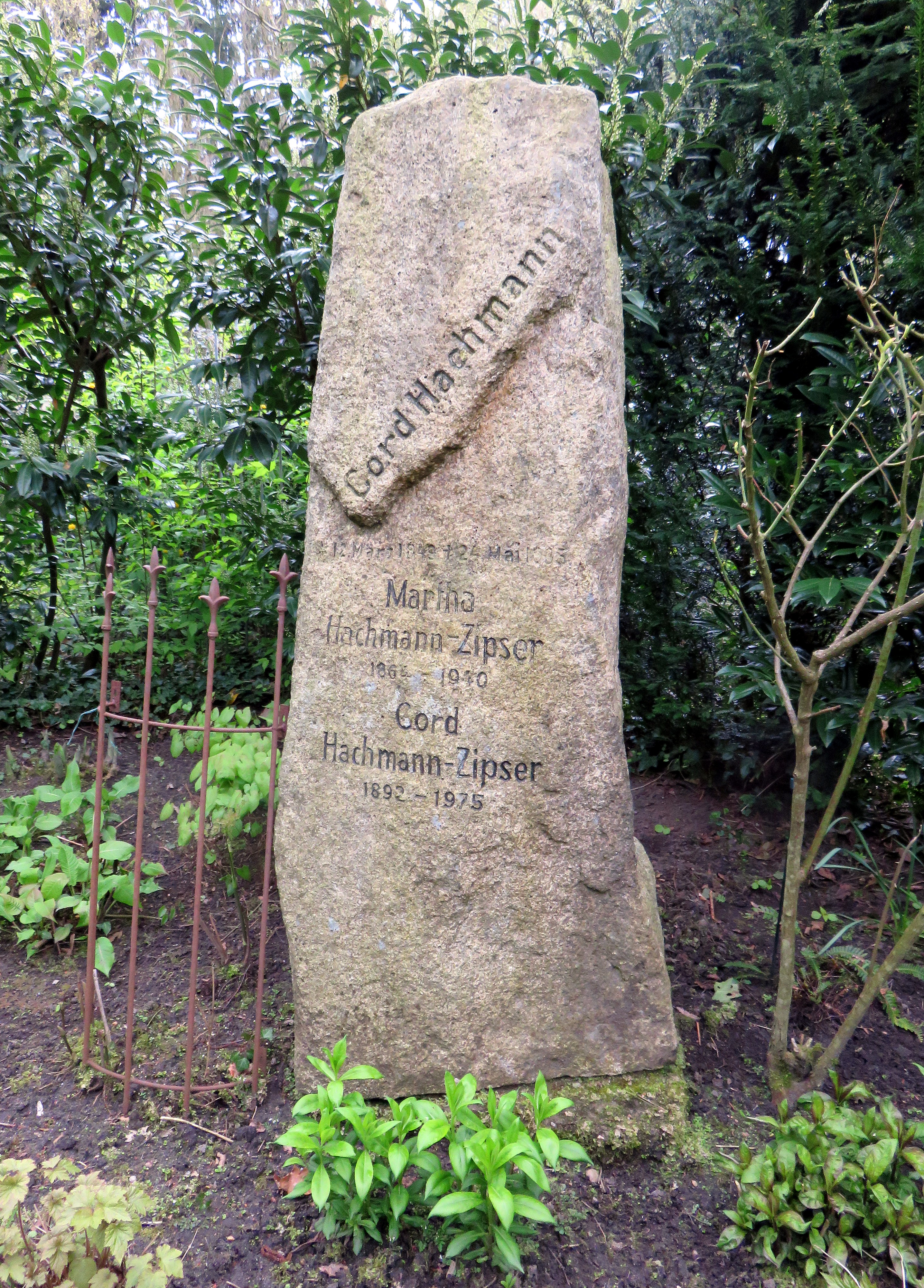
Historischer Grabstein im Garten der Frauen auf dem Friedhof Ohlsdorf

Hachmann-Zipser, die Tochter eines Schauspielers, betrat 1880, ohne dramatische Lehrer gehabt zu haben, in Torgau als „Naive“ die Bühne. Hierauf war sie an größeren und kleineren deutschen Stadttheatern engagiert, bis sie 1887 an Berliner Residenztheater kam, wo sie 1888 die Hedwig in Die Wildente kreierte (erste Darstellerin auf deutschen Bühnen) und diese Rolle später auf ersten Bühnen Deutschlands und Österreich mit großem Erfolg verkörperte.
Die Künstlerin wirkte am Residenztheater bis 1891 und nahm eigentlich seit dieser Zeit kein festes Engagement mehr an, sondern führte ihre Leistungen sowohl im jugendlichen und später im älteren Fach meist nur als Gast dem Publikum vor. So erschien sie 1891 in New York, sodann im Deutschen Theater in Berlin, wirkte von 1896 bis 1897 am Theater des Westens, von 1898 bis 1899 am Schillertheater und trat 1900, ihrem nervenkranken Ehemann (seit 1891) Cord Hachmann folgend, in den Verband des Deutschen Schauspielhauses Hamburg, wo sie als „Betty Wiener“ in Agnes Jordan debütierte.
Dort verblieb sie bis kurz vor ihrem Tod 1940. Ihr Grabstein steht im Garten der Frauen auf dem Ohlsdorfer Friedhof in Hamburg.

## Filmografie
- 1921: Aus der Jugendzeit
- 1924: Dunkle Gewalten

## Hörspiele (Auswahl)
- 1928: Ferdinand Raimund: Alpenkönig und Menschenfeind (Sabine, Köchin bei Rappelkopf) – Regie: Alfred Braun (Sendespiel (Hörspielbearbeitung) – NORAG)
- 1928: Jan Fabricius: Ländlicher Walzer. Einakter – Regie: Nicht angegeben (Sendespiel (Hörspielbearbeitung) – NORAG)
- 1929: Gotthold Ephraim Lessing: Nathan der Weise. Ein dramatisches Gedicht in fünf Aufzügen (im Hause des Juden, Gesellschafterin der Recha) – Regie: Hans Bodenstedt(Sendespiel (Hörspielbearbeitung) – NORAG)

Quelle: ARD-Hörspieldatenbank